# ديل يونغ
ديل يونغ (بالإنجليزية: Del Young)‏ هو لاعب كرة قاعدة أمريكي، ولد في 24 أكتوبر 1885 في ميكون في الولايات المتحدة، وتوفي في 17 ديسمبر 1959 في كليفلاند في الولايات المتحدة.

## وصلات خارجية
- ديل يونغ على موقعبيزبول رفرنس.كوم (الدوري الرئيسي) (الإنجليزية)
- ديل يونغ على موقعبيزبول رفرنس.كوم (الدوري الثانوي) (الإنجليزية)